# Bangor Erris
Bangor (iriska: Baingear) är en ort i republiken Irland.   Den ligger i grevskapet Maigh Eo och provinsen Connacht, i den nordvästra delen av landet, 240 km väster om huvudstaden Dublin. Bangor ligger 25 meter över havet och antalet invånare är 293.
Terrängen runt Bangor är varierad. Trakten runt Bangor är nära nog obefolkad, med mindre än två invånare per kvadratkilometer. Närmaste större samhälle är Belmullet, 18,7 km nordväst om Bangor. Trakten runt Bangor består i huvudsak av gräsmarker.